# اریک دیل
اریک دیل (به انگلیسی: Eric Dill) یک خواننده و ترانه سرای آمریکایی است. او در فیلم دزدیدن پنج به همراه الونا تال و دنیلا مونه ایفای نقش کرده است.

## زندگی شخصی
1. دیل در ایندیاناپولیس، ایندیانا به دنیا آمد و بزرگ شد.[۲]
2. با دوست دبیرستان خود جویی زِهر گروه موسیقی تشکیل داد.
3. او خوانندهٔ اصلی گروه د کلیک فایو شد.[۳]
4. در سال ۲۰۰۷، کمی پس از بازی با گروه، در فیلم دزدیدن پنج، او کلیک فایو را ترک کرد و بر روی موسیقی سولوی تک نفره خود تمرکز کرد.[۴][۵]
5. در اواخر سال ۲۰۱۲، اریک دیل از هالیوود به شهر مادری خود ایندیاناپولیس نقل مکان کرد.[۶]